# 協栄流通
協栄流通株式会社（きょうえいりゅうつう、英語: Kyōei Ryūtsū Co., Ltd.）は、埼玉県所沢市に本社を置く運送会社である。コープデリ生活協同組合連合会100%出資の物流専門子会社。

## 概要
1982年に当時の都民生協（現コープみらい東京エリア）の物流子会社として設立された後、2005年にコープネット事業連合（現コープデリ連合会）に資本移管され、現在は同連合会に加入する関東地方を中心とした6会員生協の物流業務の管理・運営を担う。

## 沿革
- 1982年4月　  協栄流通株式会社設立[2]
- 1983年8月　  店舗青果センター（戸田）の分荷・仕分・配送事業を開始[2]
- 1991年2月　  城集品センター開設[2]
- 2000年7月　  坂之下要冷集品センター開設[2]
- 2005年8月　  コープとうきょうの物流子会社からコープネット事業連合の物流子会社へ資本移管[2]
- 2009年6月　  コープネット印西冷凍センター開設[2]
- 2010年7月　  野田グロサリー集品センター開設[2]
- 2013年1月　  須坂OCRセンター開設[2]
- 2014年11月　  坂之下第2要冷集品センター開設[2]
- 2016年
  - 7月　  小山冷凍集品センター開設[2]
  - 10月　  船形OCRセンターおよび桶川OCRセンターを開設[2]
- 2019年3月　  コープクルコ物流業務の管理・運営を開始[2]
- 2021年5月　  新潟グロサリー集品センター開設[2]
- 2022年7月　  小山配送センター開設[2]